# Общество спектакля
«Общество спектакля» или «Общество зрелища» (фр. La Société du spectacle) — политическо-философский трактат, написанный Ги Дебором в 1967 году. Книга посвящена анализу и критике общества — как в его западной (капиталистической) вариации, которая определяется как «общество распылённого зрелища», так и советской системы («общество централизованного зрелища» по Дебору), — с леворадикальных (анархо-марксистских) позиций. Книга считается основополагающим текстом для движения ситуационистов.
Суть современного состояния Ги Дебор определяет как утрату непосредственности: «всё, что раньше переживалось непосредственно, отныне оттеснено в представление». Термин «спектакль» означает «самостоятельное движение неживого» или «общественные отношения, опосредованные образами». Важную роль в становлении общества спектакля сыграли средства массовой информации: «это новшество обернулось настоящим Троянским конём», — пишет Ги Дебор. В книге проводится также детальный анализ марксизма и развития революционной теории, которая оказалась перед лицом двух новых факторов: революционной иллюзии и классовой бюрократии.
В дальнейшем, в Комментариях к обществу спектакля, развивается идея их комбинирования в виде уже общества интегрированного спектакля, включающего в себя и тоталитарный бюрократическо-полицейский контроль и диктат развитого общества потребления.

## Оглавление
- Глава 1. Всеобщее разделение (фр. La séparation achevée)

В первой главе повествуется о том, что есть спектакль, и о том, как он влияет на отдельного человека и человечество в целом. Также упоминается о структуре спектакля, где говорится, что СМИ, экономика, политика и культура есть части спектакля. Раскрывается тема иллюзорной свободы, где человеку представляется больше времени на свой досуг, однако «не может быть свободы вне деятельности».
- Глава 2. Товар как спектакль (фр. La marchandise comme spectacle)

В данной главе раскрывается тема товарного фетишизма. Товар в современном обществе — это оружие спектакля. При изготовлении товара делается упор не на качество, а на количество. Вводится в оборот термин «товарный гуманизм», который означает на первый взгляд смену отношения к рабочему классу, предоставляя ему услуги и хорошее отношения, однако это часть политической экономики. Ведется уничтожение жизненных ценностей.
Чтобы быть не вне общества и не умереть, человек должен постоянно покупать все новые и новые товары. Одни товары сменяются другими, человек не может купить их, поэтому «выпадает из жизни». Ги Дебор утверждает, что «товар — это реально существующая иллюзия».
- Глава 3. Единство и разделение видимости (фр. Unité et division dans l'apparence)

С помощью общества спектакля спектакль властвует даже над теми регионами, где слабая экономика. Спектакль возникает на почве избыточной экономики и именно с помощью неё спектакль устанавливает в мире свою гегемонию, невзирая на идеологические и полицейские барьеры. С помощью псевдо-благ он предлагает новые модели революции. Только люди, объединенные нищетой, хотят ему противодействовать. Спектакль представляет собой плотную ширму видимого разнообразия и изобилия, но если заглянуть за неё, можно убедиться, что в мире господствует банальность. Спектакль — есть война товаров, некоторым из них поклоняются люди, покупая брелоки. Каждая новая ложь рекламы товара — это также признание её предыдущей лжи.
Избыточность товара выступает как абсолютный разрыв в органическом развитии общественных потребностей.
Благодаря развитой экономике, появляются множество социальных ролей и объектов потребления. Пережитки религии, традиции и семьи остаются для человека главной формой наследования классового и социального статуса, но, несмотря на всё то моральное давление и угнетение, что они оказывают, эти пережитки входят в понятие наслаждения этим миром, этой жизнью. Иначе говоря, этот мир есть ничто иное, как гнетущее псевдо-наслаждение. Одна из этих социальных ролей есть звезды, которые мнимо проживают свою жизнь. Имея только одностороннюю коммуникацию (потребление, развлечение), они не признают других людей равными себе. Но все действия и поступки знаменитостей являются лишь ролевыми, они не свободны, а значит, банальны.
То что потребляет человек — ту социальную роль, которая связана с этими вещами, он и будет играть. Покупая товар, человек попадает в иллюзии, которая вскоре исчезает, уступая место новой иллюзии.
Имеется два вида спектакля — концентрированный и распылённый.
- Глава 4. Пролетариат как субъект и представление (фр. Le prolétariat comme sujet et comme représentation)

Субъектом истории может стать лишь человек самосозидающий, являющийся господином и обладателем собственного мира, собственной истории, и осознающий правила своей игры. Здесь особую роль играет историческое мышление, которое можно спасти, лишь сделав его мышлением практическим. Буржуазная эпоха, стремящаяся дать истории научное обоснование, пренебрегает тем обстоятельством, что эта наука должна, прежде всего, исторически основываться на экономике. И наоборот, история напрямую зависит от экономики только потому, что является экономической историей.
- Глава 5. Время и история (фр. Temps et histoire)

Вводится термин «холодные общества» (sociétés froides), обозначающий сообщества, которые замедлили историю, поддерживая равновесие и устраняя противоречия. Здесь отсутствует изменчивость, а человеческие способности сведены к общественным практикам. Хроника — это необратимое время власти, которое поддерживает направленное движение, но разрушается с падением власти, оставляя неизменными основы общества. История связана с властью, и ее изменения понимаются только в разделяемых формах, как в демократиях. Историческое время возникло с империями, религиями и новыми формами власти. Экономическое развитие сделало историю повседневной, превращая ее в абстрактное движение вещей. Буржуазия внедрила необратимое время, но ограничила его использование, сохраняя контроль. Капитализм унифицировал время, превратив его в меру товаров и частное время, отражающее специализированные интересы.
- Глава 6. Зрелищное время (фр. Le temps spectaculaire)
- Глава 7. Обустройство территории (фр. L'aménagement du territoire)
- Глава 8. Отрицание и потребление в культуре (фр. La négation et la consommation dans la culture)
- Глава 9. Материализованная идеология (фр. L'idéologie matérialisée)

## Цитаты
- Этот мир есть не что иное, как гнетущее псевдо-наслаждение.
- С блаженным приятием действительности может хорошо сочетаться показной бунт — и этим выражается то, что даже неудовольствие превратилось в некий товар.
- В основе спектакля лежит самая древняя общественная специализация — специализация власти.(23)
- От автомобиля до телевизора — все товары, выбираемые по указке спектакля, одновременно являются орудиями постоянного навязывания условий изоляции «одиноким толпам».(28)
- Покупая новый товар, человек на короткий срок впадает в иллюзию счастья (70)
- Спектакль — крайне подвижная и динамичная структура (71)
- Субъектом истории может стать лишь человек самосозидающий, являющийся господином и обладателем собственного мира. (74)
- Чтобы действительно разрушить общество спектакля, необходимы люди, которые бы задействовали какую-то практическую силу.